# Nordgökstekel
Nordgökstekel (Evagetes alamannicus) är en stekelart som först beskrevs av Blüthgen 1944.  Nordgökstekel ingår i släktet Evagetes, och familjen vägsteklar. Arten är reproducerande i Sverige.